# Letland op de Olympische Winterspelen 1936
Tijdens de Olympische Winterspelen van 1936, die in Garmisch-Partenkirchen (Duitsland) werden gehouden, nam Letland voor de derde keer deel.

## Deelnemers en resultaten

### Alpineskiën
| Olympiër             | Discipline     | Resultaat | Prestatie                                           |
| -------------------- | -------------- | --------- | --------------------------------------------------- |
| Herbert Bērtulsons   | combinatie (m) | dnf       | niet gefinisht afdaling: 13.00,6 slalom: 3.06,1+dns |
| Askolds Hermanovskis | combinatie (m) | dnf       | niet gefinisht afdaling: 13.22,4 slalom: 3.18,0+dns |
| Mirdza Mārtinsons    | combinatie (v) | dnf       | niet gefinisht afdaling: 15.21,6 slalom: 3.08,3+dns |

### Kunstrijden
| Olympiër                         | Discipline | Resultaat | Prestatie               |
| -------------------------------- | ---------- | --------- | ----------------------- |
| Verners Auls                     | mannen     | 25e       | pc. 175,0; 222,6 punten |
| Alise Dzeguze                    | vrouwen    | 23e       | pc. 161,0; 280,9 punten |
| Hildegarde Švarce Eduards Gešels | paarrijden | 17e       | pc. 149,0; 7,5 punten   |

### Langlaufen
| Olympiër                                                         | Discipline            | Resultaat | Prestatie                               |
| ---------------------------------------------------------------- | --------------------- | --------- | --------------------------------------- |
| Pauls Kaņeps                                                     | 18 km (m)             | 50e       | 1:31.44                                 |
| Herberts Dāboliņš                                                | 18 km (m)             | 58e       | 1:34.20                                 |
| Alberts Riekstiņš                                                | 18 km (m)             | 67e       | 1:42.16                                 |
| Kārlis Bukass                                                    | 18 km (m)             | 69e       | 1:42.58                                 |
| Herberts Dāboliņš Pauls Kaņeps Edgars Gruzītis Alberts Riekstiņš | 4x10 km estafette (m) | 13e       | 3:26.08 (54.25 / 50.15 / 48.25 / 53.03) |

### Noordse combinatie
| Olympiër        | Discipline | Resultaat | Prestatie                                                       |
| --------------- | ---------- | --------- | --------------------------------------------------------------- |
| Edgars Gruzītis | mannen     | 42e       | 282,7 punten 18 km: 134,6 (1:35.22) schans: 148,1 (35,0+36,5 m) |

### Schaatsen
| Olympiër         | Discipline   | Resultaat | Prestatie |
| ---------------- | ------------ | --------- | --------- |
| Jānis Andriksons | 500 m (m)    | 16e       | 45,9      |
| Jānis Andriksons | 1500 m (m)   | 23e       | 2.28,9    |
| Jānis Andriksons | 5000 m (m)   | 30e       | 9.15,0    |
| Alfons Bērziņš   | 500 m (m)    | 14e       | 45,7      |
| Alfons Bērziņš   | 1500 m (m)   | 18e       | 2.25,8    |
| Alfons Bērziņš   | 5000 m (m)   | 18e       | 8.53,4    |
| Alfons Bērziņš   | 10.000 m (m) | 19e       | 18.22,5   |
| Arvīds Lejnieks  | 5000 m (m)   | 29e       | 9.11,9    |
| Arvīds Lejnieks  | 10.000 m (m) | 23e       | 18.41,2   |

### IJshockey
| Olympiër | Discipline | Resultaat | Prestatie                                                                           |
| --- | ---------- | --------- | ----------------------------------------------------------------------------------- |
| Roberts Lapainis Herberts Kušķis Leonīds Vedējs Arvīds Jurgens Roberts Bluķis Ādolfs Petrovskis Arvīds Pētersons Aleksejs Auziņš Kārlis Paegle Jānis Bebris Jānis Rozītis | mannen     | 13e       | voorronde: 0 - 11 Letland - Canada 2 - 9 Letland - Polen 1 - 7 Letland - Oostenrijk |

Australië · België · Bulgarije · Canada · Duitsland · Estland · Finland · Frankrijk · Griekenland · Groot-Brittannië · Hongarije · Italië · Japan · Joegoslavië · Letland · Liechtenstein · Luxemburg · Nederland · Noorwegen · Oostenrijk · Polen · Roemenië · Spanje · Tsjecho-Slowakije · Turkije · Verenigde Staten · Zweden · Zwitserland